# Stellidia chephira
Stellidia chephira är en fjärilsart som beskrevs av William Schaus 1911. Stellidia chephira ingår i släktet Stellidia och familjen nattflyn. Inga underarter finns listade i Catalogue of Life.